# Mykoła Matwijenko
Mykoła Ołeksandrowycz Matwijenko, ukr. Микола Олександрович Матвієнко (ur. 2 maja 1996 w Sakach) – ukraiński piłkarz, grający na pozycji obrońcy w ukraińskim klubie Szachtar Donieck oraz w reprezentacji Ukrainy. Uczestnik Mistrzostw Europy 2020 i 2024.

## Kariera klubowa
Jest wychowankiem Szachtara Donieck, którego zawodnikiem jest od września 2009. Od 2013 grał w drużynie młodzieżowej tego klubu, natomiast latem 2015 został włączony do pierwszej drużyny, w której zadebiutował 22 sierpnia 2015 w wygranym 3:0 meczu 1/16 finału Pucharu Ukrainy z Arsenałem Kijów. Debiut ligowy zaliczył 3 października 2015 w wygranym 2:0 spotkaniu z Czornomorcią Odessa. W lutym 2017 został wypożyczony do Karpat Lwów. Zadebiutował w tym klubie 26 lutego 2017 w przegranym 0:1 meczu z Czornomorcią. 3 lipca 2017 został wypożyczony do Worskły Połtawa. 11 stycznia 2018 opuścił połtawski klub i wrócił do Szachtara.

## Kariera reprezentacyjna
Młodzieżowy reprezentant Ukrainy. W dorosłej reprezentacji zadebiutował 24 marca 2017 w przegranym 0:1 meczu z Chorwacją.

## Życie prywatne
Jego brat Dmytro również jest piłkarzem.